# Daggett (California)
Daggett è un'area non incorporata della contea di San Bernardino, California, Stati Uniti. La città si trova sull'Interstate 40, 16 km ad est di Barstow. La città ha una popolazione di circa 200 abitanti. Il suo ZIP code è 92327, e la comunità si trova all'interno del prefisso 760.

## Storia
La città fu fondata negli anni '80 del 1800, subito dopo la scoperta verso nord dell'argento nelle miniere vicino a Calico. Nel 1882 nell'area stava per essere completato il raccordo tra la Southern Pacific Railroad e la Atlantic & Pacific Railroad, più tardi Atchison, Topeka & Santa Fe Railroad, BNSF. proveniente da Mojave. Per questo, si pensava che un buon nome per la città sarebbe stato Calico Junction, ma questo avrebbe creato confusione, poiché la località si trovava nei pressi di Calic, dove venne scoperto l'argento. Durante la primavera del 1883, fu deciso di intitolare la città al vicegovernatore della California, John Daggett. C'erano piani regolatori per rendere Daggett la stazione principale dell'area, con una ferrovia dove si potesse gestire i treni pesanti provenienti dall'Est, ma, a causa dell'estrazione dell'argento che rese i prezzi dei terreni troppo alti, la ATSF si trasferì a Barstow, in California, dove istituì la stazione ferroviaria principale. Nel 1903 anche la San Pedro, Los Angeles & Salt Lake Railroad, più tardi Union Pacific Railroad, costruì la linea da Las Vegas a Daggett per raggiungere sia Los Angeles, California, che East San Pedro prendendo in prestito la ATSF fino a Barstow per consentire la manutenzione dei loro motori presso la piattaforma girevole in quel luogo situata.
Anche l'estrazione del borace era importante, sia per l'economia che per la storia della città. Per due anni, Dagget divenne il capolinea della squadra di venti muli che percorrevano la Valle della Morte, ma a causa di un incidente, la Pacific Borax Company fece di Mojave il suo capolinea. E più tardi, nel 1891, Francis Marion Smith, il "re del borace", trasferì la Harmony Borax Works dalla Valle della Morte a Daggett per installare macchinari per l'estrazione mineraria in una miniera di borace chiamata Borate, a circa tre miglia a est di Calico. Questa operazione richiese l'assunzione di molti lavoratori. Venne riferito che la Pacific Coast Borax Company nell'estrazione del borace impiegava quasi 200 uomini. All'inizio, il minerale venne trainato dalla squadra di venti muli, che presto divenne famosa, ma Smith cercò di sostituire i muli con mezzi di trasporto più economici ed efficienti. La Borate and Daggett Railroad fu costruita nel 1898 per sostituire il trasporto del minerale dei muli.
A partire dal 1890, Daggett divenne una grande città, vantando la presenza tre negozi, due ristoranti, tre saloon, tre hotel, un deposito di legname e persino un ristorante cinese. Ma, dopo il 1911, quando i giacimenti di borace più ricchi furono scoperti a nord di Daggett nella Valle della Morte presso le Lila C. Mines, tutte le operazioni minerarie vennero spostate lassù e ciò condusse Daggett verso un costante declino, ancora presente al giorn o d'oggi. Ma grazie alla costruzione delle centrali a energia solare, Daggett reagì, ed oggi la città è ancora abitata.